# Regadillo
Regadillo är en ort i Mexiko.   Den ligger i kommunen Amatenango de la Frontera och delstaten Chiapas, i den sydöstra delen av landet, 900 km sydost om huvudstaden Mexico City. Regadillo ligger 727 meter över havet och antalet invånare är 273.
Terrängen runt Regadillo är bergig söderut, men norrut är den kuperad. Regadillo ligger nere i en dal. Runt Regadillo är det ganska tätbefolkat, med 100 invånare per kvadratkilometer. Närmaste större samhälle är Frontera Comalapa, 11,2 km norr om Regadillo. I omgivningarna runt Regadillo växer i huvudsak städsegrön lövskog.